# پرتگاه

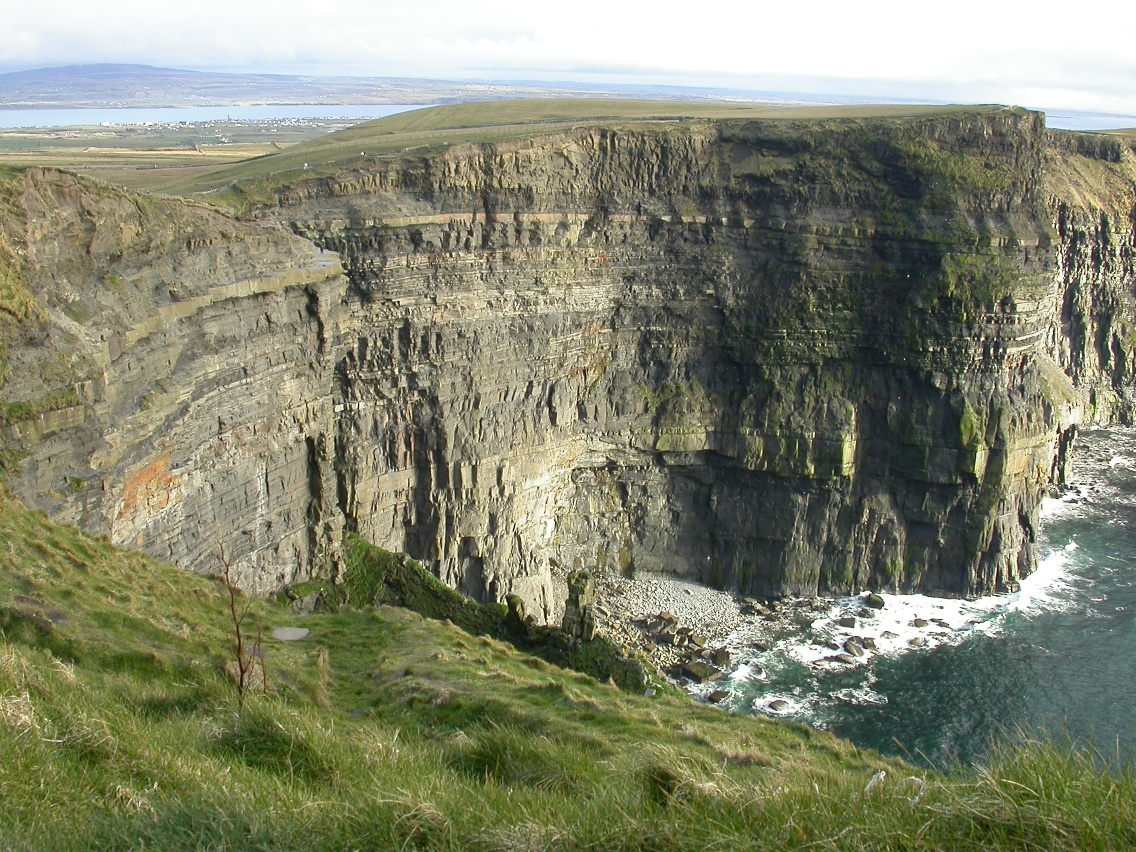
پرتگاه موهر در کشور ایرلند

پَرتگاه (به انگلیسی: Cliff)، به صخره‌هایی گفته می‌شود که دارای سطح با شیب زیاد مرتفع یا عمیق باشد. این قبیل زمین‌چهرها در اثر فرسایش در طول مدت زمان طولانی در اثر هوازدگی یا جریان‌های آبی به وجود می‌آید.
برج ترانگو مرتفعترین پرتگاه دیواره‌ای عمود جهان می‌باشد که در کشور پاکستان قرار دارد که پرتگاه آن در ارتفاع ۶٬۲۸۰ متری از سطح دریا قرار دارد.

## نگارخانه

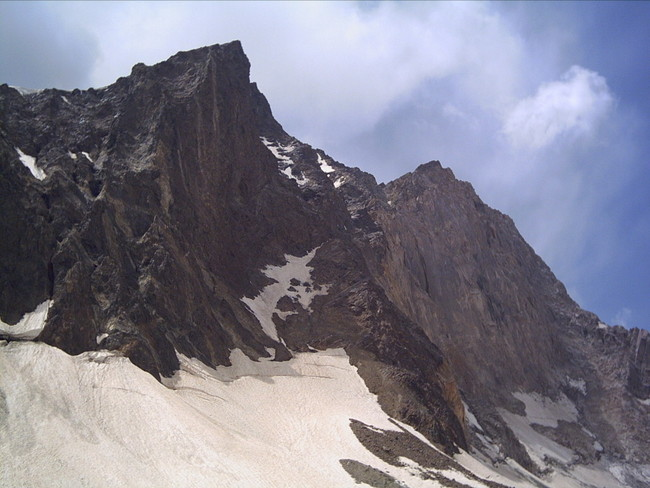
دیواره علم کوه
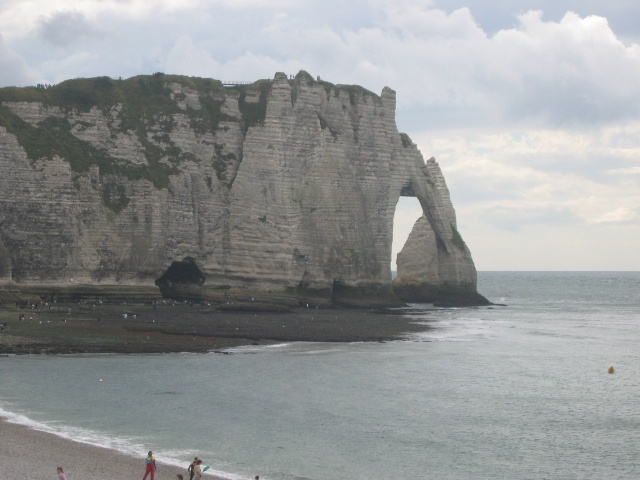
صخره‌های ساحلی اترتا فرانسه
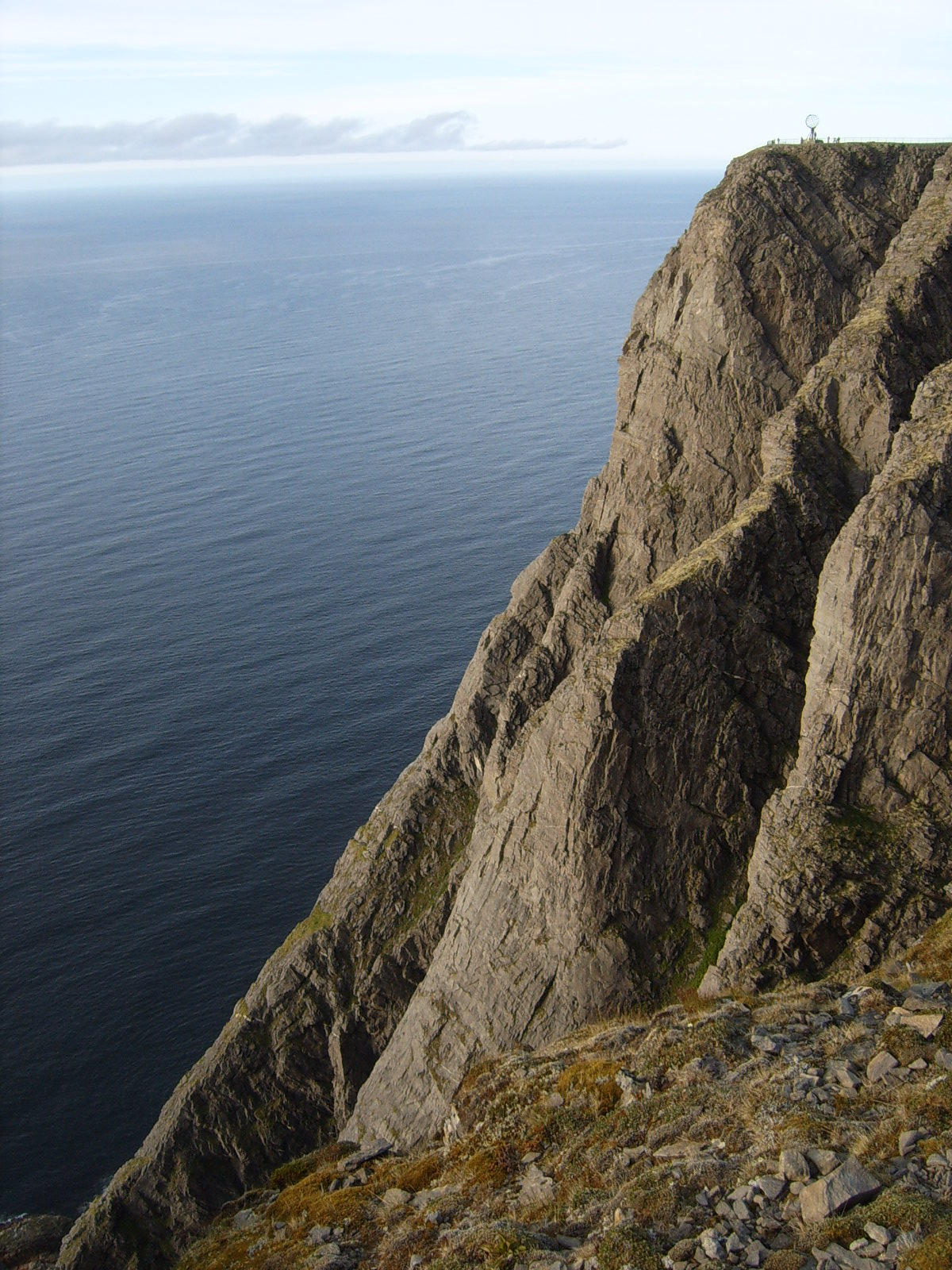
صخره ۳۰۰ متری در نروژ
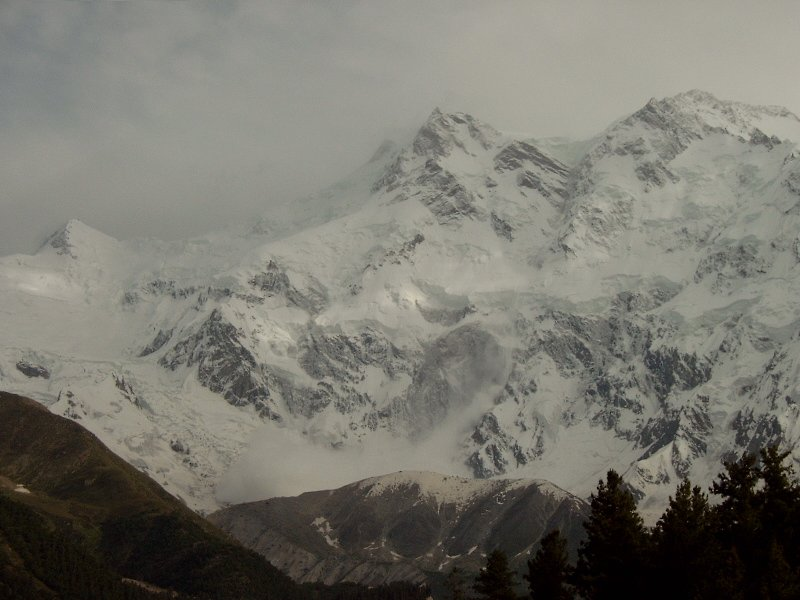
نانگا پاربات بلندترین پرتگاه دیواره‌ای قاره آسیا
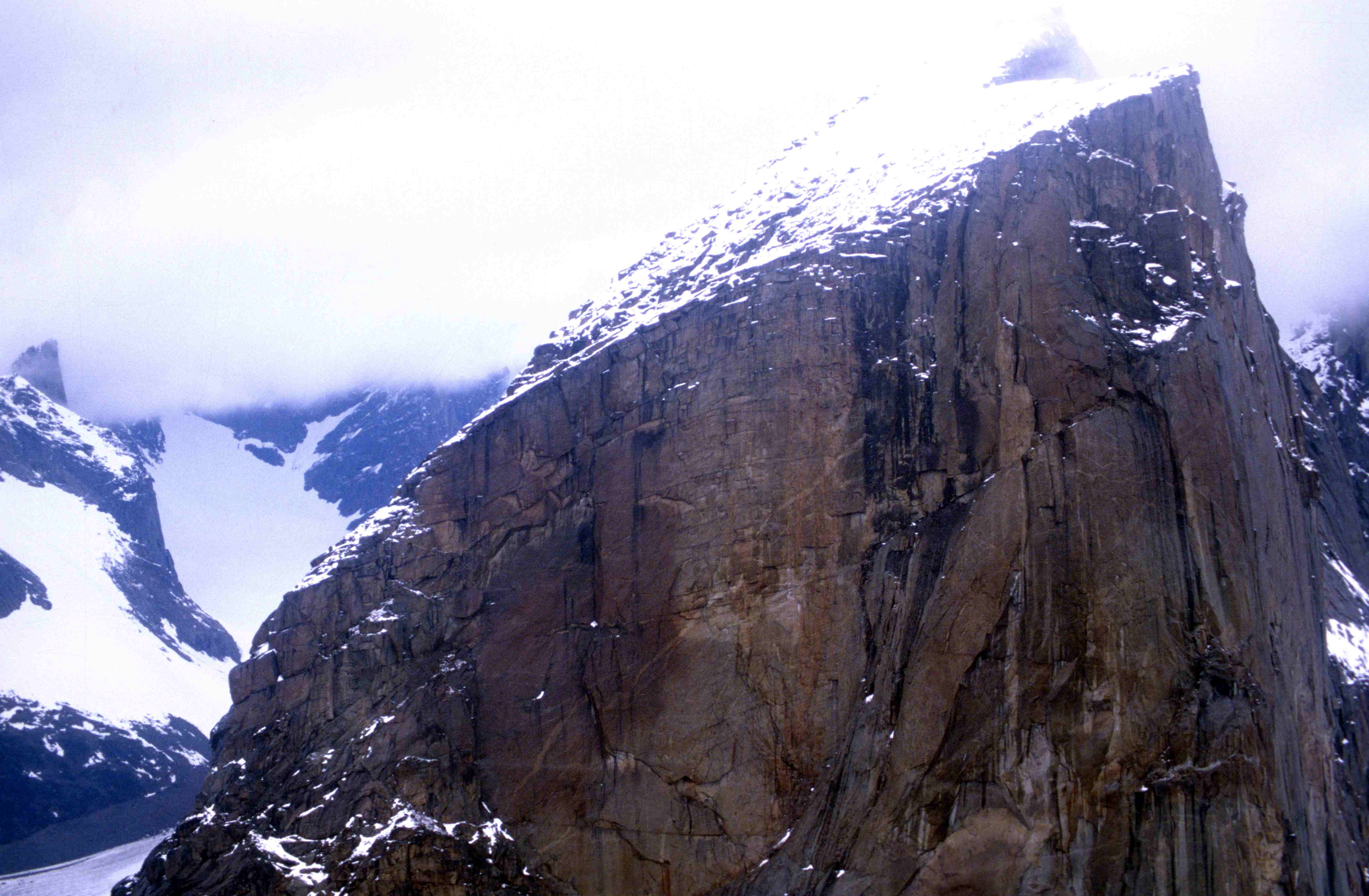
کوه تور بلندترین دیواره قاره آمریکا
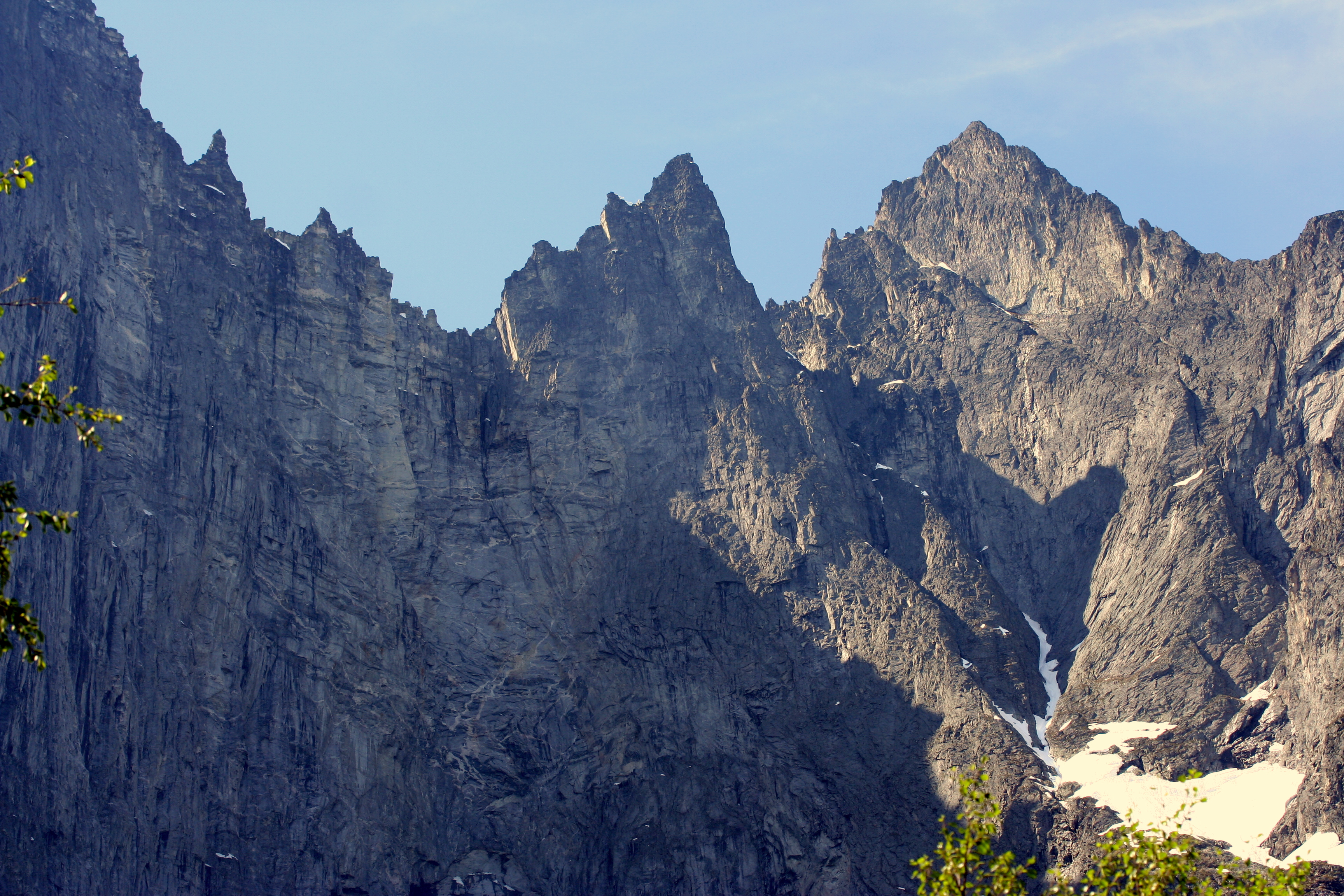
دیواره ترول بلندترین پرتگاه قاره اروپا
لوگلبرگ بلندترین پرتگاه قاره آفریقا